# 마르틴 실바
마르틴 안드레스 실바 레이테스(스페인어: Martín Andrés Silva Leites)는 우루과이의 축구 골키퍼이다. 현재 바스쿠 다 가마와 우루과이 축구 국가대표팀에서 활동하고 있다.